# 阿德列爾

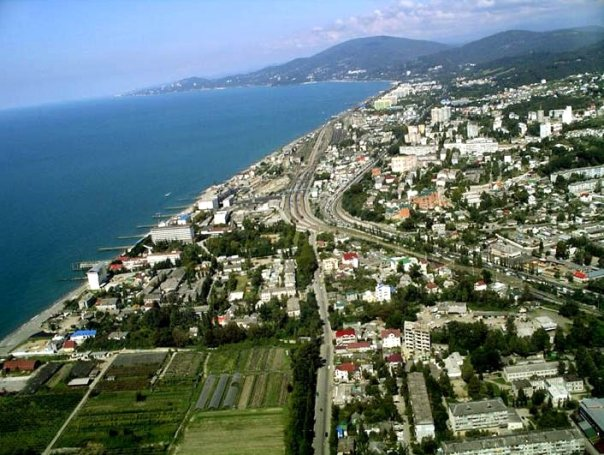
阿德列尔區

阿德列爾（俄语：А́длер）是位於俄罗斯西南部克拉斯诺达尔边疆区、附屬於索契市的四個管轄區之一，沿黑海而立並且東南面以普索河为间隔鄰接阿布哈茲邊境。姆濟姆塔河流向黑海的出口。根據2002年俄羅斯人口普查區內人口約為69,120，對比最後一度的1989年蘇聯人口普查的68,827只有少量的增長。
阿德列爾從前被定義為一個獨立的城市（го́род），但之後被納入為阿德列爾區的一部分並降階為33個前蘇式居住用的迷你轄區（микрорайо́н）之一。除了主要的住宅區外阿德列爾區還包括了北邊山區的高加索城塞村莊阿乌尔、滑雪勝地愛沙尼亞庭院及紅林地。為了籌辦2014年冬季奥林匹克运动会而建設的索契奧林匹克運動場及奧運村位於本區的黑海海岸邊。
連接市外交通有索契國際機場及北高加索鐵道，區內交通有蘇式小巴服務。